# 140-я стрелковая дивизия (4-го формирования)
140-я стрелковая дивизия — воинское соединение Вооружённых Сил СССР в Великой Отечественной войне.

## История

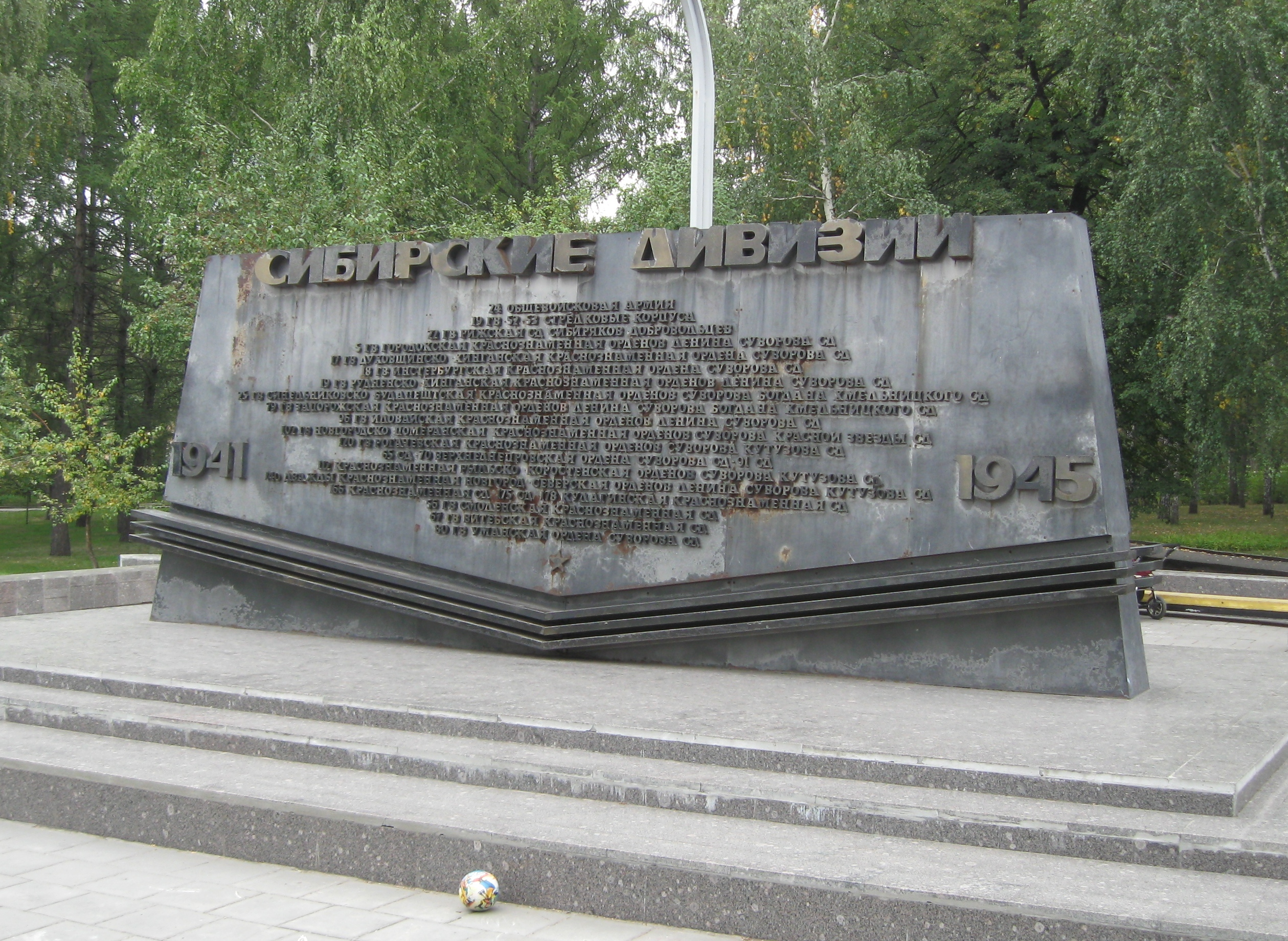
140-я стрелковая дивизия
на Монументе Славы в Новосибирске

Сформирована в октябре 1942 года в Новосибирске, на основании постановления Государственного Комитета Обороны от 14.10.1942 года о формировании Наркоматом внутренних дел СССР для РККА Отдельной армии войск НКВД СССР шестидивизионного состава и приказа НКВД СССР о начале формирования от 26.10.1942 года как Сибирская стрелковая дивизия войск НКВД. 5 февраля 1943 года переформирована в 140-ю стрелковую дивизию.
В составе действующей армии с 15.02.1943 по 11.05.1945.
По поступлении в начале марта 1943 года на передовую, в течение марта 1943 ведёт безуспешные наступательные бои на западном участке северного фаса Курской дуги.
В первые дни Курской битвы дивизия оставалась вне основных событий, но уже 07.07.1943 года дивизия сосредоточилась в районе Самодуровки — Тёплого, была оперативно подчинена 19-му танковому корпусу, и держала оборону с задачей вместе с 3-й истребительно-танковой бригадой занять для обороны район Ольховатки, Самодуровки. Тёплого. С 08.07.1943 года ведёт ожесточённую оборону на вверенном рубеже, на участке дивизии 08.07.1943 вражеские войска наступали при поддержке 50 танков, затем — 80 танков. Частично была вынуждена отступить. Об ожесточённости боёв свидетельствует тот факт, что 2-й батальон 96-го стрелкового полка дивизии, оборонявший район Самодуровки, потерял 60 % личного состава и 80 % противотанкового оружия и пулемётов. На 10.07.1943 понёсшая немалые потери дивизия оборонялась на рубеже: (исключительно) Ендовище, (исключительно) Кашара, Самодуровка (восточная окраина), Тёплое (восточная окраина). В этот день вражеским войскам в Тёплом удалось окружить части 96-го стрелкового полка, 7-я и 8-я рота полностью погибли в селе. В этот же день на безымянной высоте рядом с Тёплым полностью погиб 3-й батальон 258-й стрелкового полка. В течение всего дня части дивизии ведут напряжённые бои, отразив десятки атак, и переходя в контратаки. За один день дивизия только по официальным данным потеряла убитыми 513 человек, ранеными — 943 человека. Затем остатки дивизии из боёв выведены.
В конце августа-начале сентября 1943г  140 сд  в составе 65-й армии генерала Батова. в ходе Черниговско-Припятской наступательной операции  ведет тяжелые бои  по прорыву  немецкой обороны у с. Ново-Ямское (6 км севернее г. Севска) , затем  находилась во втором эшелоне, пополняясь и доукомплектовываясь,  форсировала р. Десна  12.09.1943 в районе Остроушки — Погребки, южнее Новгород-Северского, и 16.09.1943 года участвовала в освобождении Новгород-Северского, затем продолжила наступление на гомельском направлении.
Одной из первых дивизия вступила в сентябре 1943 в Белоруссию. Форсировав реку Сож, части дивизии ударили в направлении Гомеля с юга, однако на расстоянии примерно двадцати километров части противника остановили наступление. Только со второй попытки удалось прорвать оборону врага. Свои позиции вражеские части удерживали отчаянно, обе стороны несли большие потери. И всё же дивизия вышла к железной дороге Гомель — Калинковичи и шоссе, по которому шло снабжение города. После этой операции отведена в резерв и, пополненная, переброшена к середине декабря 1943 года в район Коростень.
В ходе Житомирско-Бердичевской операции наступала из района Коростень, 03.01.1944 частью сил приняла участие в освобождении Новоград-Волынского, затем вела наступление в направлении Сарны, и по-видимому была выведена в резерв фронта, передана в 60-ю армию, с которой начала наступление из района Ямполь в направлении на Чортков.
В конечном итоге, в ходе операций вышла западнее Тернополя, так 05.04.1944 года ведёт бой в районе населённого пункта Езерна (Тернопольская область, Украина). До июля 1944 года занимает оборону на достигнутом рубеже.
12-13.07.1944 года, перед началом Львовско-Сандомирской операции, сдала свои позиции (предварительно проведя разведку боем) четырём прибывшим дивизиям 38-й армии, которые и должны были прорывать оборону на этом участке, сама также вошла в состав армии, но наступала вторым эшелоном.
27.07.1944 принимает участие в освобождении Львова, затем наступает в направлении на Перемышль, на 31.07.1944 ведёт бой у деревни Пшесада (юго-западнее города Перемышль).
На 08.09.1944 находится на подступах к Кросно. В ходе Карпатско-Дуклинской операции, 11.09.1944 года дивизия во взаимодействии с 12-й гвардейской танковой бригадой очистила от противника Кросно. Затем дивизии была поставлена задача наступления на левом фланге армии из района Врублик-Крулевски в направлении Ясьлиски совместно с 4-м гвардейским танковым корпусом, с задачей отрезать пути отхода войск противника от Дукли на юг, в сторону перевала через Карпаты, разгромить их и захватить Ясьлиску и Тылеву. 15.09.1944 дивизия нанесла удар в направлении Рыманува, Ясьлиски, захватила Рыманув, но прорваться вдоль дороги по узкому ущелью не смогла и выход в тыл вражеской группировки, сражавшейся у Дукли, не был осуществлён. На 18.09.1944 дивизии была поставлена задача, перегруппировав главные силы к левому флангу, наступать за 4-м гвардейским танковым корпусом с задачей к исходу дня свернуть оборону противника и выйти в Любатова. 20.09.1944 дивизия, вслед за танками, продвинулась на 18 километров и вошла в Дуклю. В конце сентября — начале октября 1944 года наступает в направлении Баране вместе с 242-й танковой бригадой, 04.10.1944 заняла Гавранец. С 08.10.1944 перешла к обороне, находится на участке обороны до января 1945 года.
С '15.01.1945 находится на подступах к Ясло, принимает участие в Ясло-Горлицкой операции (часть Кошице-Попрадской операции), наступает в первом эшелоне войск армии, поддерживаемая 83-м гвардейским миномётным полком, правее города Ясло, к вечеру форсировала реку Вислока, 16.01.1945 одним полком участвовала в освобождении города, продолжает активное наступление, преодолевает реки Рона, 17.01.1945, вышла к восточному берегу реки Дунаец, в ночь на 18.01.1945 форсирует её, продвинулась от неё на 15 километров. Продолжила наступление южнее Кракова, Освенцима, 01.02.1945 форсирует реку Бяла, вышла вперёд и захватила плацдарм на реке Висла. На 12.02.1945 ведёт бой за расширение плацдарма на левом берегу реки Висла в районе населённого пункта Рыгулья (западнее города Бельско-Бяла, Польша).
В ходе Моравско-Остравской наступательной операции дивизия наступает из района севернее Струмень, на направлении вспомогательного удара армии, в первый день боёв 16.03.1945 смогла лишь незначительно продвинуться, с 21.03.1945 перегруппирована в район Тимошица, к 07.04.1945 — на северный фас Моравского оборонительного рубежа в район Крашовичи, наступает на Моравску Остраву с северо-запада, в середине апреля 1945 вышла к реке Оплава западнее города Моравска-Острава, форсировала её, к 14.04.1945 находилась на широком плацдарме на южном берегу реки, закончила операцию к 30.04.1945, приняв участие в освобождении Моравской Остравы.
В ходе Пражской операции наступает за подвижной группой, сформированной в составе армии, на Прагу. Боевой путь закончила в местечке Костелец, восточнее города Прага.
Расформирована летом 1946 года.
Свыше 17 тысяч воинов дивизии награждены орденами и медалями, троим присвоено звание Героя Советского Союза.

## Полное название
- 140-я стрелковая Сибирская Новгород-Северская ордена Ленина, дважды Краснознамённая, орденов Суворова и Кутузова дивизия

## Подчинение
| Дата            | Фронт (округ)        | Армия      | Корпус                  | Примечания |
| --------------- | -------------------- | ---------- | ----------------------- | ---------- |
| 01.03.1943 года | Центральный фронт    | 70-я армия | —                       | —          |
| 01.04.1943 года | Центральный фронт    | 70-я армия | —                       | —          |
| 01.05.1943 года | Центральный фронт    | 70-я армия | —                       | —          |
| 01.06.1943 года | Центральный фронт    | 70-я армия | —                       | —          |
| 01.07.1943 года | Центральный фронт    | 70-я армия | —                       | —          |
| 01.08.1943 года | Центральный фронт    | 70-я армия | 19-й стрелковый корпус  | —          |
| 01.09.1943 года | Центральный фронт    | 65-я армия | 19-й стрелковый корпус  | —          |
| 01.10.1943 года | Центральный фронт    | 65-я армия | 19-й стрелковый корпус  | —          |
| 01.11.1943 года | Белорусский фронт    | 65-я армия | 19-й стрелковый корпус  | —          |
| 01.12.1943 года | Белорусский фронт    | —          | 121-й стрелковый корпус | —          |
| 01.01.1944 года | 1-й Украинский фронт | 13-я армия | 24-й стрелковый корпус  | —          |
| 01.02.1944 года | 1-й Украинский фронт | —          | 28-й стрелковый корпус  | —          |
| 01.03.1944 года | 1-й Украинский фронт | 60-я армия | 28-й стрелковый корпус  | —          |
| 01.04.1944 года | 1-й Украинский фронт | 60-я армия | 28-й стрелковый корпус  | —          |
| 01.05.1944 года | 1-й Украинский фронт | 60-я армия | 28-й стрелковый корпус  | —          |
| 01.06.1944 года | 1-й Украинский фронт | 60-я армия | 28-й стрелковый корпус  | —          |
| 01.07.1944 года | 1-й Украинский фронт | 60-я армия | 28-й стрелковый корпус  | —          |
| 01.08.1944 года | 1-й Украинский фронт | 38-я армия | 101-й стрелковый корпус | —          |
| 01.09.1944 года | 1-й Украинский фронт | 38-я армия | 101-й стрелковый корпус | —          |
| 01.10.1944 года | 1-й Украинский фронт | 38-я армия | 67-й стрелковый корпус  | —          |
| 01.11.1944 года | 1-й Украинский фронт | 38-я армия | 52-й стрелковый корпус  | —          |
| 01.12.1944 года | 4-й Украинский фронт | 38-я армия | 52-й стрелковый корпус  | —          |
| 01.01.1945 года | 4-й Украинский фронт | 38-я армия | 101-й стрелковый корпус | —          |
| 01.02.1945 года | 4-й Украинский фронт | 38-я армия | 101-й стрелковый корпус | —          |
| 01.03.1945 года | 4-й Украинский фронт | 38-я армия | 101-й стрелковый корпус | —          |
| 01.04.1945 года | 4-й Украинский фронт | 38-я армия | 101-й стрелковый корпус | —          |
| 01.05.1945 года | 4-й Украинский фронт | 38-я армия | 101-й стрелковый корпус | —          |

## Состав
- Управление
- Штабная батарея начальника артиллерии дивизии
- 96-й стрелковый полк
- 258-й стрелковый полк
- 283-й стрелковый полк
- 371-й артиллерийский полк
- 92-й отдельный истребительный противотанковый дивизион
- 69-я отдельная разведывательная рота
- 87-й отдельный сапёрный батальон
- 596-й отдельный батальон связи
- 87-й медико-санитарный батальон
- 27-я отдельная рота химической защиты
- 341-я автотранспортная рота
- 61-я полевая хлебопекарня
- 41-й дивизионный ветеринарный лазарет
- 2278-я полевая почтовая станция
- 1781-я полевая касса Государственного банка

Перечень № 5 Стрелковых, горнострелковых, мотострелковых и моторизованных дивизий, входивших в состав действующей армии в годы Великой Отечественной войны 1941—1945 гг. / А. П. Покровский. — М.: Министерство обороны, 1956. — 218 с.
- отдельная штрафная рота 70-й армии (в период пребывания в 70-й армии)

## Командование дивизии

### Командиры
- Еншин, Михаил Александрович (01.11.1942 — 18.03.1943), генерал-майор
- Шехтман, Зиновий Самойлович (19.03.1943 — 10.05.1943), полковник
- Киселёв Александр Яковлевич (11 мая 1943—24 января 1945), генерал-майор (погиб, похоронен во Львове)
- Козлов, Иван Фёдорович (24.01.1945 — 30.01.1945), полковник
- Власов, Михаил Маркович (31.01.1945 — 09.05.1945), полковник

## Награды и наименования
| Награда (наименование)                     | Дата              | За что награждена |
| ------------------------------------------ | ----------------- | --- |
| наименование «Сибирская»                   | февраль 1943 года | перешло от Сибирской стрелковой дивизии войск НКВД при переформировании |
| Почётное наименование «Новгород-Северская» | 16.09.1943        | присвоено приказом Верховного Главнокомандующего от 16 сентября 1943 года в ознаменование одержанной победы и отличие в боях при освобождении города Новгорода — Северского. |
| Орден Красного Знамени                     | 03.01.1944        | награждена указом Президиума Верховного Совета СССР от 3 января 1944 года за образцовое выполнение заданий командования на фронте борьбы с немецкими захватчиками (освобождении города Новоград-Волынский?) и проявленные при этом доблесть и мужество.                              |
| Орден Красного Знамени                     | 19.03.1944        | награждена указом Президиума Верховного Совета СССР от 19 марта 1944 года за образцовое выполнение заданий командования в боях с немецкими захватчиками, за освобождение городов Староконстантинова, Изяславля, Шумска, Ямполя, Острополя и проявленные при этом доблесть и мужество |
| Орден Ленина                               | 10.08.1944        | награждена указом Президиума Верховного Совета СССР от 10 августа 1944 года за образцовое выполнение заданий командования в боях с немецкими захватчиками, за освобождение города Львова и проявленные при этом доблесть и мужество                                                  |
| Орден Суворова II степени                  | 05.04.1945        | награждена указом Президиума Верховного Совета СССР от 5 апреля 1945 года за образцовое выполнение заданий командования в боях с немецкими захватчиками при овладении городом Бельско и проявленные при этом доблесть и мужество                                                     |
| Орден Кутузова II степени                  | 04.06.1945        | награждена указом Президиума Верховного Совета СССР от 4 июня 1945 года за образцовое выполнение заданий командования в боях с немецкими захватчиками при овладении городами Богумин, Фриштат,Скочув, Чадца, Великая Битча и проявленные при этом доблесть и мужество.               |

Награды частей дивизии:
- 96-й стрелковый Читинский орденов Суворова[6], Александра Невского[7] и Красной Звезды[8] полк
- 258-й стрелковый Хабаровский орденов Суворова[6], Кутузова[7] и Красной Звезды[8] полк
- 283-й стрелковый Красноуфимский орденов Суворова[6], Богдана Хмельницкого(II степени)[7] и Красной Звезды[8] полк
- 371-й артиллерийский Сибирский Краснознамённый ордена Богдана Хмельницкого (II степени)[8] полк
- 92-й отдельный истребительно-противотанковый Богдана Хмельницкого[7] дивизион
- 87-й отдельный сапёрный ордена Кутузова[9] батальон
- 596-й отдельный ордена Богдана Хмельницкого[7] батальон связи

## Отличившиеся воины дивизии
| Награда | Ф. И. О.                      | Должность                                              | Звание          | Дата награждения                 | Примечания                                                             |
| ------- | ----------------------------- | ------------------------------------------------------ | --------------- | -------------------------------- | ---------------------------------------------------------------------- |
|         | Андреев, Георгий Федосеевич   | командир батальона 96-го стрелкового полка             | майор           | 15.05.1946 (посмертно)           | умер от ран 2 сентября 1945 года                                       |
|         | Ахапкин, Фёдор Александрович  | Командир орудийного расчёта 371 артиллерийского полка  | старший сержант | 29.06.1945                       | —                                                                      |
|         | Брусовцов, Иван Александрович | Командир отделения 96-го стрелкового полка             | младший сержант | 09.04.1944 05.10.1944 15.05.1946 | —                                                                      |
|         | Гридасов, Григорий Макарович  | командир взвода пешей разведки                         | лейтенант       | 15.05.1946                       | —                                                                      |
|         | Ведерников, Герман Иванович   | Командир орудия 371-го артиллерийского полка           | старшина        | 14.04.1944 21.10.1944 15.05.1946 | умер от ран 24.08.1945                                                 |
| —       | Ерыпалов, Пётр Алексеевич     | парторг роты                                           | сержант         |                                  | 11.07.1943 года взорвал себя противотанковой гранатой вместе с врагами |
|         | Киселёв, Александр Яковлевич  | командир дивизии                                       | генерал-майор   | 23.05.1945                       | посмертно                                                              |
|         | Симаков Афанасий              | командир пулемётного отделения 96-го стрелкового полка | сержант         |                                  | в сентябре 1943 года взорвал себя гранатой вместе с врагами            |

## Память
- Памятный знак 140-й стрелковой дивизии на Тепловских высотах.